# Тимонсвил (Јужна Каролина)
Тимонсвил (енгл. Timmonsville) град је у америчкој савезној држави Јужна Каролина.

## Демографија
По попису из 2010. године број становника је 2.320, што је 5 (0,2%) становника више него 2000. године.
| Група             | 2000.         | 2010.         |
| Белци             | 499 (21,6%)   | 376 (16,2%)   |
| Афроамериканци    | 1.790 (77,3%) | 1.898 (81,8%) |
| Азијати           | 2 (0,1%)      | 14 (0,6%)     |
| Хиспаноамериканци | 19 (0,8%)     | 29 (1,3%)     |
| Укупно            | 2.315         | 2.320         |